# O Yeong-su
O Yeong-su (kor. 오영수; ur. 19 października 1944 w Kaep’ung) – południowokoreański aktor. Yeong-su zaczął swoją karierę w teatrze w 1967 roku i jak sam twierdzi, wystąpił w ponad 200 spektaklach. Później zaczął grać w filmie i telewizji, często wcielając się w role mnichów ze względu na swoje doświadczenie z buddyzmem.

## Kariera

### Teatr
Yeong-su zaczął grać w 1963 roku jako członek ekipy teatralnej „The square”. W latach 1987–2010 był członkiem National Theatre Company of Korea, gdzie pracował z takimi aktorami jak Jang Min-ho, którego uważa za swojego mentora. W swojej karierze grał w takich produkcjach jak „Spowiedź czarnej prostytutki” (kor. 흑인 창녀를 위한 고백; adaptacja dramatu Alberta Camusa powieści Requiem for a Nun Williama Faulknera), Król Lear, Tramwaj zwany pożądaniem i Kupiec wenecki. Według niego samego, do 2013 roku zagrał w ponad 200 sztukach teatralnych.
W 2014 roku O zagrał Prospera w przedstawieniu „Burzy” Williama Shakespeare’a w Narodowym Teatrze Korei, z okazji 450. rocznicy urodzin Shakespeare’a.
W 2017 roku zagrał Króla Leara w Daegu Metropolitan Theatre Company. Wcześniej również grał w tej sztucę w Muzeum Sztuki w Daejeon w 2010 roku.

### Film i telewizja
Yeong-su zaczął grać w filmie i telewizji, często wcielając się w role mnichów ze względu na swoje doświadczenia z buddyzmem.
W 2021 roku grał Oh Il-nam (001) w serialu telewizyjnym Squid Game.

## Kontrowersje
W marcu 2024 roku O Yeong-su został skazany za napaść na tle seksualnym polegającym na "obejmowaniu kobiety i całowaniu jej w policzek wbrew jej woli". Skazano go na osiem miesięcy w zawieszeniu oraz nakazano uczestnictwo w 40 godzinach zajęć na temat przemocy seksualnej.

## Filmografia

### Filmy
| Rok  | Film                                   | Rola            |
| ---- | -------------------------------------- | --------------- |
| 1998 | The Soul Guardians                     |                 |
| 2003 | A Little Monk                          | Mistrz świątyni |
| 2003 | Wiosna, lato, jesień, zima... i wiosna | Stary mnich     |

### Seriale
| Rok  | Serial               | Rola                                                     |
| ---- | -------------------- | -------------------------------------------------------- |
| 1981 | The First Republic   | Prokurator wojskowy                                      |
| 1988 | The Fairy Of Shampoo | Dyrektor handlowy, który był wcześniej kadetem wojskowym |
| 2009 | Królowa Seondeok     | Mnich Wol-Cheon                                          |
| 2009 | 'Powrót Iljimae      | Mnich Yeol-gong                                          |
| 2012 | God of War           | Mnich Su-gi                                              |
| 2021 | Squid Game           | Oh Il-nam                                                |

## Role teatralne
| Rok  | Sztuka                                                      | Rola         |
| ---- | ----------------------------------------------------------- | ------------ |
| 1994 | '피고지고 피고지고'                                         | 국전         |
| 2010 | Kocham Cię / '그대를 사랑합니다'                            |              |
| 2010 | Król Lear / '리어왕'                                        | Król Lear    |
| 2013 | '배웅'                                                      |              |
| 2014 | Burza / '템페스트'                                          | Prosper      |
| 2015 | Książę Yeonseon, problematyczna postać / '문제적 인간 연산' | Yeonguijeong |
| 2015 | Ojcowie i Synowie / '아버지와 아들'                         | Vasily       |
| 2016 | '갈매기'                                                    |              |
| 2017 | '천덕구씨가 사는 법'                                        |              |
| 2017 | Król Lear / '리어왕'                                        | Król Lear    |

## Nagrody
„백양섬의 욕망” (1979) – nagrody teatralne Dong-A dla najlepszego aktora
„피고지고 피고지고” (1994) – 1994 Baeksang Arts Awards dla najlepszego aktora (teatr)